# Henry-Claudius Forestier
Pour les articles homonymes, voir Forestier (homonymie).
Henry-Claudius  Forestier, né le 25 février 1874 à Chêne-Bougeries et mort le 21 mai 1922 à Meyrin, est un peintre, graveur, illustrateur et affichiste suisse.

## Biographie
Élève à l’École des arts industriels en même temps que ses contemporains Édouard Vallet et Jules Fontanez, Henry-Claudius Forestier est l’élève d’Alfred Martin.
À Paris, il travaillera à l'atelier Tynaire pour de nombreux illustrateurs dont son compatriote Louis Dunki.
Il est le premier véritable affichiste suisse travaillant dans le style Art nouveau. En 1910, sa réputation étant établie  il réalise pour la célèbre chanteuse de cabaret Yvette Guilbert, à sa demande, une affiche.